# العلاقات الأندورية الهايتية
العلاقات الأندورية الهايتية هي العلاقات الثنائية التي تجمع بين أندورا وهايتي.

## مقارنة بين البلدين
هذه مقارنة عامة ومرجعية للدولتين:
| وجه المقارنة                                              | أندورا                                                     | هايتي                                |
| --------------------------------------------------------- | ---------------------------------------------------------- | ------------------------------------ |
| المساحة (كم2)                                             | 468                                                        | 27.75 ألف                            |
| عدد السكان (نسمة)                                         | 76.18 ألف                                                  | 10.98 مليون                          |
| الكثافة السكانية (ن./كم²)                                 | 16.28 ألف                                                  | 395.68                               |
| العاصمة                                                   | أندورا لا فيلا                                             | بورت أو برانس                        |
| اللغة الرسمية                                             | اللغة الكتالونية                                           | لغة فرنسية، اللغة الكريولية الهايتية |
| العملة                                                    | يورو                                                       | جوردة هايتية                         |
| الناتج المحلي الإجمالي (بليون دولار)                      | 3.01 مليار                                                 | 8.41 مليار                           |
| الناتج المحلي الإجمالي (تعادل القوة الشرائية) بليون دولار |                                                            | 18.82 مليار                          |
| الناتج المحلي الإجمالي الاسمي للفرد دولار أمريكي          |                                                            | 818                                  |
| الناتج المحلي الإجمالي للفرد دولار أمريكي                 |                                                            | 1.73 ألف                             |
| مؤشر التنمية البشرية                                      | 0.858                                                      | 0.483                                |
| رمز المكالمات الدولي                                      | +376                                                       | +509                                 |
| رمز الإنترنت                                              | .ad                                                        | .ht                                  |
| المنطقة الزمنية                                           | ت ع م+01:00، توقيت وسط أوروبا، ت ع م+02:00، أوروبا/أندورا ‏ | 00                                   |

## منظمات دولية مشتركة
يشترك البلدان في عضوية مجموعة من المنظمات الدولية، منها:
| علم المنظمة | اسم المنظمة                   | تاريخ انضمام أندورا | تاريخ انضمام هايتي |
| ----------- | ----------------------------- | ------------------- | ------------------ |
|             | منظمة الشرطة الجنائية الدولية | ?                   | ?                  |
|             | منظمة حظر الأسلحة الكيميائية  | ?                   | ?                  |
|             | الأمم المتحدة                 | 28 يوليو 1993       | 24 أكتوبر 1945     |
|             | يونسكو                        | 20 أكتوبر 1993      | 18 نوفمبر 1946     |
|             | الاتحاد الدولي للاتصالات      | 12 نوفمبر 1993      | 10 أكتوبر 1927     |

## وصلات خارجية
- موقع وزارة الخارجية الأندورية
- موقع وزارة الخارجية الهايتية